# 四象 (易)
四象（ししょう）とは、『易』の宇宙生成論において使われる概念。その解釈は歴史的に一様ではない。主として漢易では四時（四季）あるいは五行とし、宋易では陰陽2爻を2画組み合わせた
- ⚌太陽
- ⚍少陰
- ⚎少陽
- ⚏太陰

とする。

## 漢易
四象は『周易』繋辞上伝にある「易有太極 是生兩儀 兩儀生四象 四象生八卦 八卦定吉凶 吉凶生大業」（易に太極あり、これ両儀を生じ、両儀は四象を生じ、四象は八卦を生ず。八卦は吉凶を定め、吉凶は大業を生ず）に由来する。根元の太極から万物を象徴する八卦に至る中間の過程として表れる。漢代、両儀は天地または陰陽、四象は春・夏・秋・冬の四時と解され、四季の変化は陰と陽という二気の相互作用によって生じると考えられた。五行学説では四時の気は木・火・金・水とされたが、前漢末に五行説が易学に取りこまれていくと四象も直接的に五行の木・火・金・水を指すようになった。

## 宋易

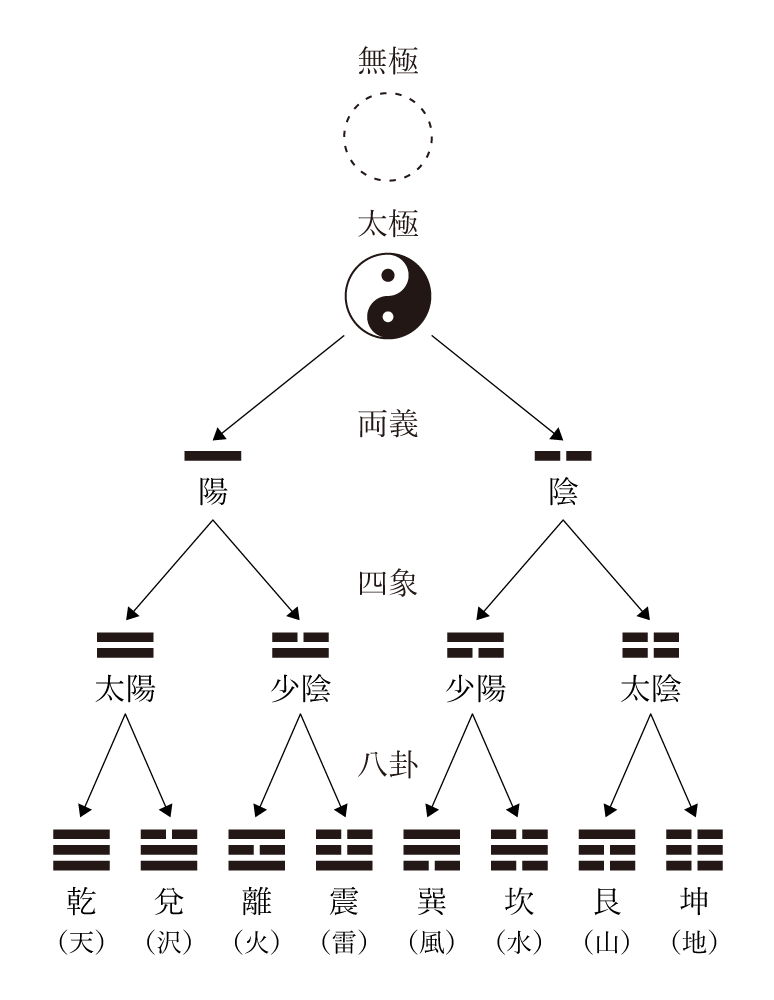
八卦の生成

北宋の邵雍はその著書『皇極経世書』において「一分為二」という命題を唱え、一→二→四→八…→万といった数による生成論を説いた。邵雍はこの枠組みにおいて伏羲が八卦を創始した原理を説き、先天図を著している。なお邵雍の考えにおいて「一分為二」は「これを合わせれば斯ち一と為り、これを衍ずれば斯ち万と為る」のであって太極＝一と八卦＝万の関係もそのように規定され、邵雍は両儀を天地として四象を天の四象と地の四象に分け、それを合わせて八卦とする。天の四象は陰と陽の交合によって生じる日（太陽）・月（太陰）・星（少陽）・辰（少陰）、地の四象は剛と柔の交合によって生じる水（太柔）・火（太剛）・土（少柔）・石（少剛）としており、五行説に代えて、この日月星辰・水火土石の交錯をもって天地万物の生成変化を説明する。
南宋の朱熹は北宋・周敦頤の『太極図説』によって太極を形而上の理と措定し、形而下の気が一陰一陽する拠り所とした。これによって邵雍の「一分為二」は理の規定に従って万物が生成分化する過程を表す語となった。そこで朱熹は卦の爻として示される一陰一陽を両儀とし、陰陽二画の組み合わせを四象、陰陽三画の組み合わせを八卦、四画を十六卦、五画を三十二卦、六画を六十四卦とし、邵雍の1→2→4→8を爻を2進法的に積み重ねることによって卦が形成されることを表しているとした。そして四象に関してはその陰陽を太（老熟・極まりを表す語）と少（若さ・発展途中を表す語）によって区別し、
1. ⚌太陽
2. ⚍少陰
3. ⚎少陽
4. ⚏太陰

の順とした。これにもとづき朱熹は陽を白、陰を黒で示し、太極から陰陽が分化していくことで卦が形成される様子を描いた先天横図（伏羲八卦次序図・伏羲六十四卦次序図）を『周易本義』に掲載している。

## 符号位置
Yijing digram symbols
| 記号 | Unicode | JIS X 0213 | 文字参照         | 名称                    |
| ---- | ------- | ---------- | ---------------- | ----------------------- |
| ⚌    | U+268C  |            | &#x268C; &#9868; | DIGRAM FOR GREATER YANG |
| ⚍    | U+268D  |            | &#x268D; &#9869; | DIGRAM FOR LESSER YIN   |
| ⚎    | U+268E  |            | &#x268E; &#9870; | DIGRAM FOR LESSER YANG  |
| ⚏    | U+268F  |            | &#x268F; &#9871; | DIGRAM FOR GREATER YIN  |